# 克里斯塔·麦考利芙
克里斯塔·麦考利芙（英語：Christa McAuliffe，1948年9月2日—1986年1月28日）是来自新罕布什尔州康科德的美国教师和宇航员，也是在挑战者号航天飞机灾难中丧生的七名机组人员之一。
她于1970年取得了弗雷明翰州立大學的教育和历史学士学位，1978年取得鲍伊州立大学教育、监督和管理硕士学位。1983年开始，她在新罕布什尔州康科德高中担任社会研究教师。
1985年，她从11,000多名申请者中脱颖而出，参加了NASA太空教師計劃，并计划成为第一位太空教师。作为STS-51-L任务的成员，她计划在挑战者号航天飞机进行基础科学实验并教授两课。1986年1月28日，她登上了挑战者号航天飞机，飞行仅73秒，挑战者号航天飞机于空中解体，包括她在内的七名机组人员全部遇难。她去世后，有学校、奖学金乃至太空教育中心、月球陨石坑和小行星以她的名字命名。2004年，她被追授國會太空榮譽勳章。

## 早年生活

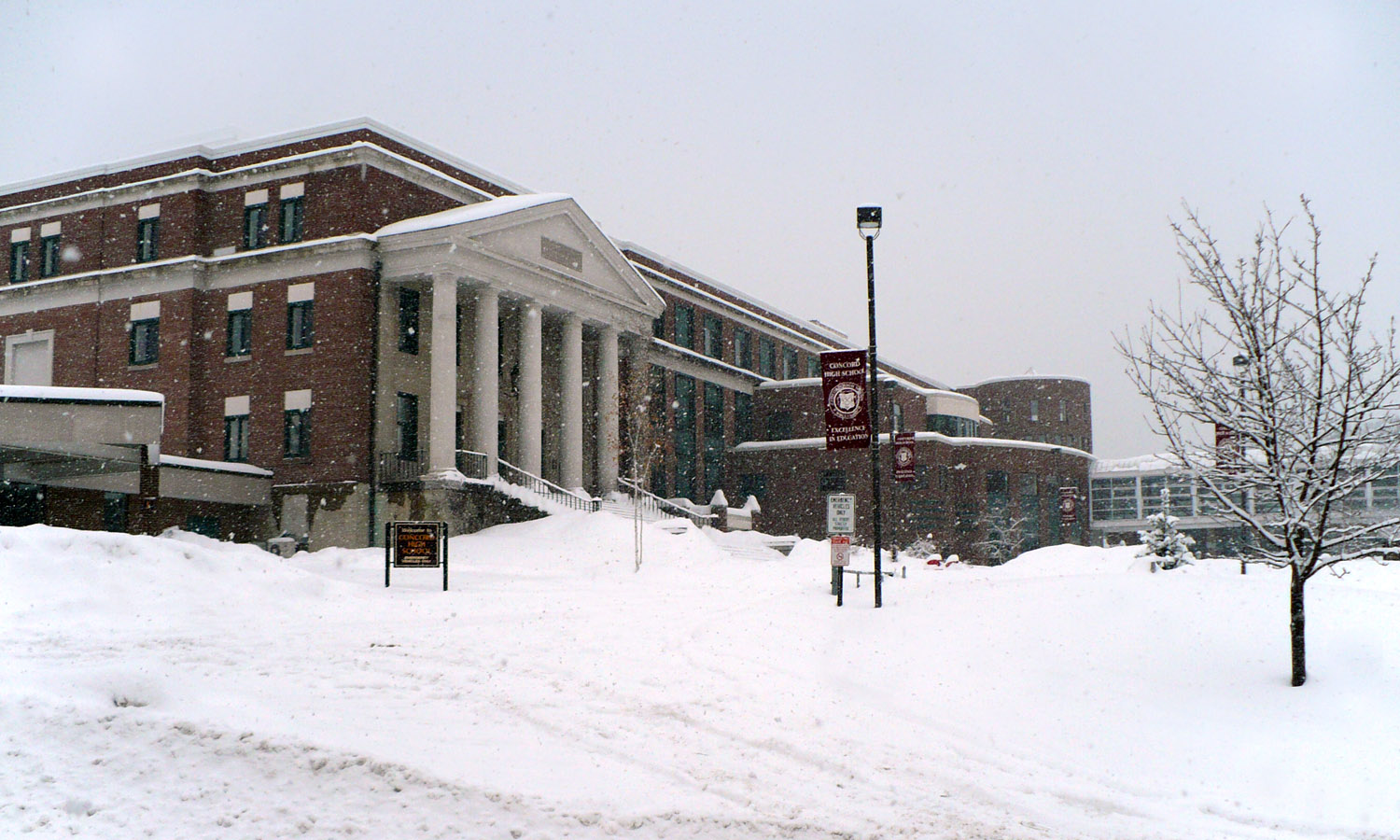
麦考利芙曾任教过的新罕布什尔州康科德高中

克里斯塔于1948年9月2日在马萨诸塞州波士顿出生。她出生的那一年，她的父亲正在波士顿学院读大二。此后不久，他的父亲开始在波士顿一家百貨公司担任助理审计员，后来他们一家搬到了马萨诸塞州弗雷明翰，在那里她于玛丽安高中就读并于1966年毕业。麦考利芙是黎巴嫩裔美國歷史學家菲利浦·希提 (Philip Khuri Hitti) 的孫侄女。  麥考利夫從小就以她的中間名而為人所知，儘管在後來的幾年裡，她簽下了她的名字“S. Christa Corrigan”，並最終成為“S. Christa McAuliffe”。
当时的她深受水星计划和阿波罗登月计划启发。1962年2月20日，约翰·格伦搭乘水星-宇宙神6号，成为第一个进入地球轨道的美国宇航员。第二天，她告诉玛丽安高中的一位朋友，“你有没有意识到有一天人们会去月球？甚至会在那里坐公共汽车，我想这样做！”几年后，她在NASA的申请表上写道：“我看着太空时代的诞生，我想参加。”1970年，她嫁给了他的高中同学，1970年毕业于弗吉尼亚军事学院的史蒂夫·麦考利芙，他们有两个孩子，斯科特和卡罗琳，在她遇难时分别是九岁和六岁。
1970年，她开始在马里兰州莫宁赛德本杰明福罗伊斯初级中学担任历史教师。1971年到1978年，她在马里兰州兰哈姆托马斯约翰逊中学教授历史和公民教育。除教学外，她还取得了马里兰州鲍伊州立大学的教育监督和管理硕士学位。1978年，当她的丈夫史蒂文开始担任新罕布什尔州司法部长的助理工作时，他们搬到了新罕布什尔州康科德。麦考利芙在康科德的弓镇教授7年级和8年级的美国历史和英语以及9年级英语，1983年，她开始转而在康科德高中开始她社会研究教学生涯。
她除了自己设计的课程“美国女人”外，还教授了包括美国历史，法律和经济学在内的多门课程。实地考察和引入演讲是她教学技巧的重要组成部分。据《纽约时报》报道，她认为“普通民众对历史的影响，与国王，政治家和将军一样重要”。

## 太空教师计划

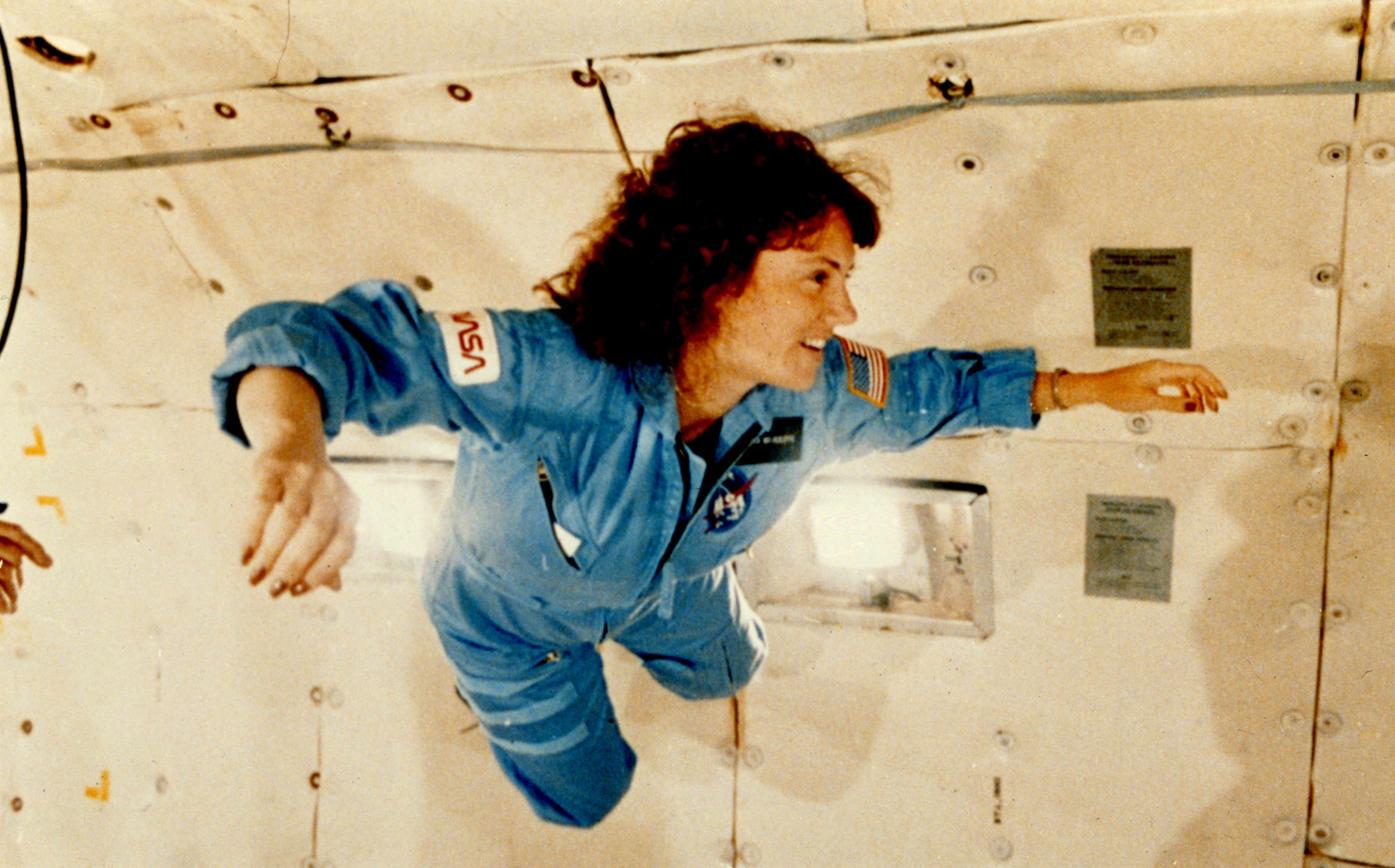
麦考利芙在KC-135減重力飛機进行失重适应性训练。

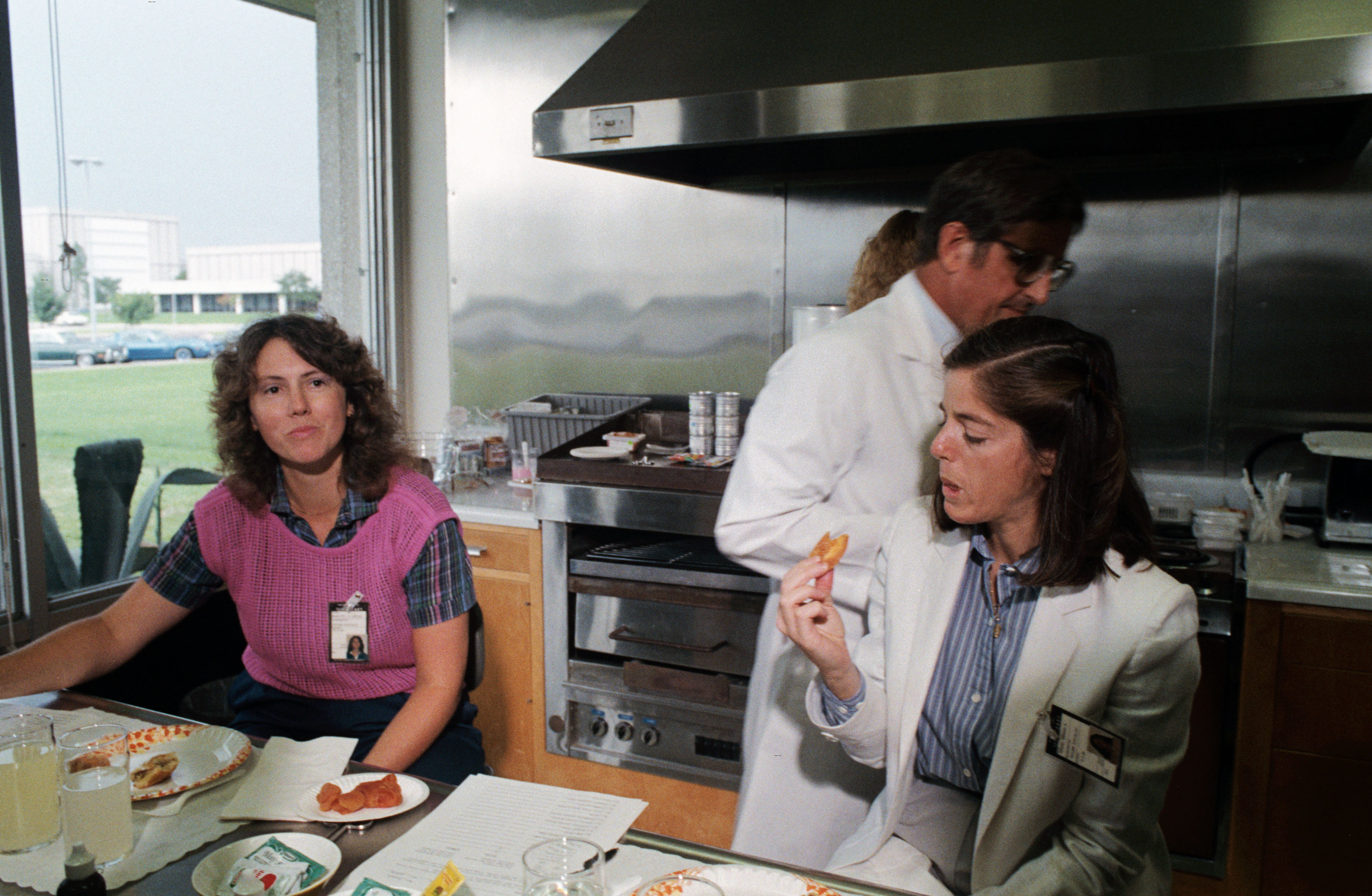
1985年9月10日，麥考利夫（左）和她的替補 芭芭拉·摩根（右）在 約翰遜航天中心 的食堂品嚐 太空食品。

1984年，时任美国总统罗纳德·里根宣布了太空教师项目，克里斯塔了解到美国宇航局努力寻找他们的第一个平民，教育者，飞往太空。美国宇航局希望找到一个“普通”但有天赋的老师，可以在轨道上与学生交流。1985年，经过选拔，麦考利芙在超过11,000名申请者中脱颖而出。 
美国宇航局希望派遣一名教师进入太空，以增加公众对航天飞机计划的兴趣，在不断寻求财政支持的压力下展示太空飞行的可靠性。里根总统说，它还会提醒美国人教师和教育在他们国家的重要作用。
美国国家航空航天局选择了首席州立学校官员委员会来协调选拔过程，这是一个由教育公职人员组成的非营利组织。在最初的申请人中，114名半决赛选手由州、地区和机构审查小组提名。麦考利芙是新罕布什尔州提名的两位教师之一。半决赛选手于1985年6月22日至27日聚集在哥伦比亚特区华盛顿参加太空教育会议，并与选出10名决赛选手的评审小组会面。 

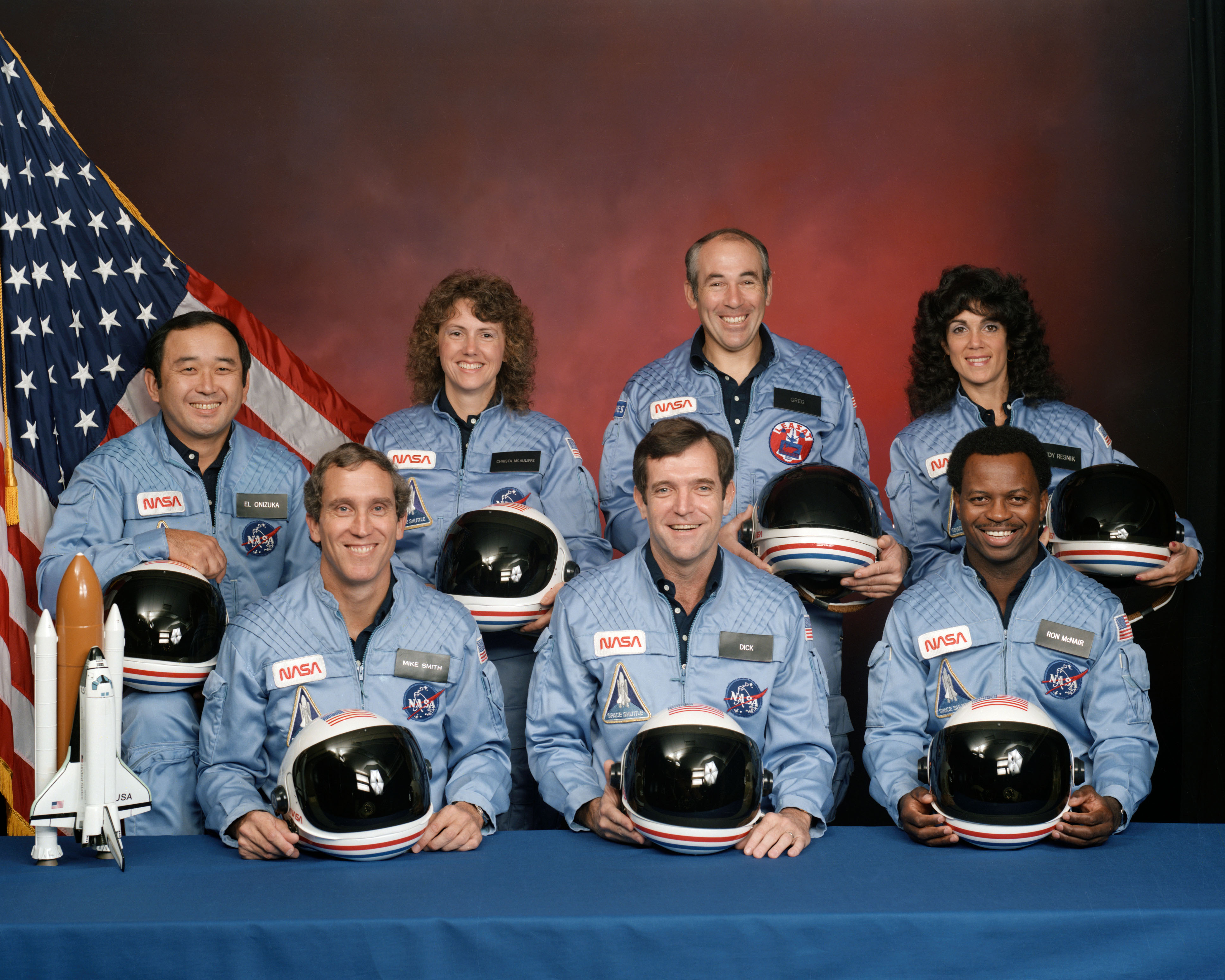
挑戰者號乘组：（前排左起）史密斯、斯科比、麦克内尔；（后排左起）鬼塚承次、麦考利芙、贾维斯、蕾斯尼克

1985年7月1日，她被宣布为10名决赛选手之一，并于7月7日前往林顿·约翰逊太空中心进行为期一周的全面体检和空间飞行简报。决赛选手接受了由美国宇航局高级官员组成的评估委员会的采访，委员会向美国宇航局局长詹姆斯·贝格斯提出了太空教师项目主要和备用候选人的建议。1985年7月19日，副总统乔治·赫伯特·沃克·布什宣布她入选。另一位老师芭芭拉·摩根担任她的替补。美国宇航局官员艾伦·拉德维希说“她有一种富有感染力的热情”，美国宇航局精神病学家特伦斯·麦克奎尔告诉“新女人”杂志说“她是10名选手中中最广泛、最平衡的人”。《康科德箴言報》报纸的马克特·拉维斯说，她的态度使她在候选人之中脱颖而出。
那年晚些时候，她和芭芭拉·摩根开始休假，以便在1986年初进行航天飞机任务训练。麦考利芙将成为STS-51-L机组的成员，她计划实施包括色谱、水耕栽培、磁学和牛顿运动定律在内的基础科学实验。她还计划在太空进行两次15分钟的课程教学，这些课程将通过闭路电视向数百万学童播放。
在被选为第一位太空教师之后，她担任了包括《早安美國》、CBS晨报、《今日秀》等多个电视节目的嘉宾，当被问及任务时，她说：“如果你在火箭飞船上有座位，不要问是什么座位，只需上座。”她与媒体之间建立了良好的关系。太空教师项目受到了广泛的关注。

## 災難和善後

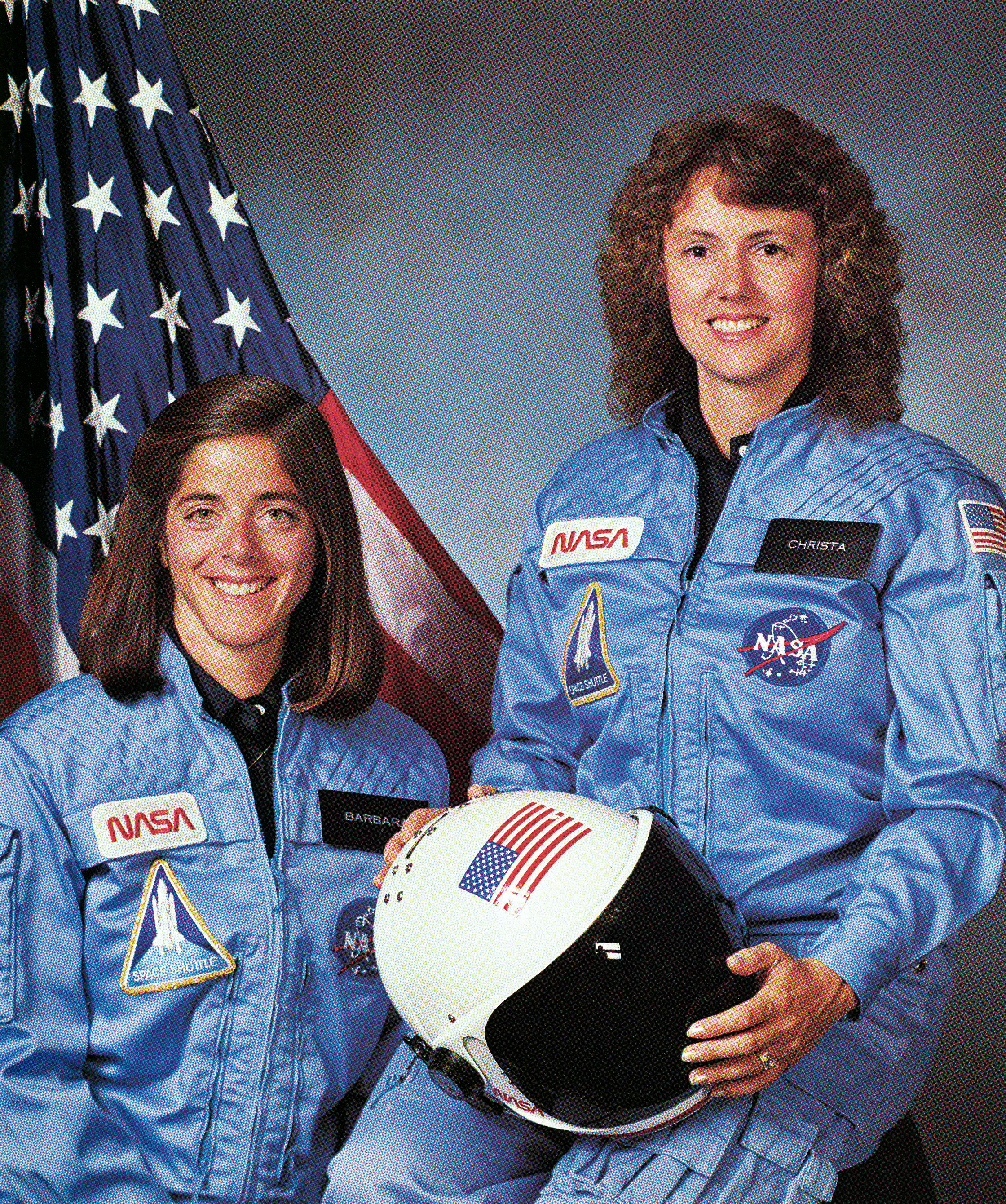
麥考利夫和芭芭拉·摩根

1986年1月28日，麦考利芙与其他6名STS-51-L机组人员登上了挑战者号。飞机飞行仅73秒，航天飞机在48,000英尺的高度解体，七名机组人员全部遇难。
罗杰斯委员会由此成立以调查事故原因，最终发现挑战者号的意外源于右侧固体火箭助推器尾部一个密封接缝的O型环，这一零件的失效导致了加压的热气和火焰从紧邻的外加燃料舱的封缄处喷出，造成结构损坏。报告指出了意外是由于NASA与承包商的疏忽，未仔细考虑这一零件设计缺陷可能所带来的危险，而是将其定义为可接受的飞行风险。
虽然在挑战者号事故后，NASA已做出了重大的改革，但许多评论者仍然认为它在组织文化与管理结构上的改变不能深入与持久。2003年哥伦比亚号航天飞机灾难之后，NASA管理层对安全问题的态度再次成为关注的焦点，哥伦比亚号事故调查委员会认为，NASA并未从挑战者号航天飞机灾难中真正吸取教训。

## 遗产
麦考利芙被埋葬在她的家乡康科德的花山公墓。弗雷明翰州立大學的克里斯塔·麦考利芙教育和教学卓越中心以她的名字命名，此外还有小行星3352、月球上的麦考利夫陨石坑和金星星球上的一个火山口，均以她的名字命名。全世界大约有40所学校以她的名字命名，包括位于犹他州普莱森特格罗夫的克里斯塔·麦考利芙太空教育中心。 
人们为纪念她，还以她的名字设立了一些奖学金和举办一系列活动。自1986年以来，以她的名字命名的技术会议每年都在新罕布什尔州纳舒厄举行，致力于在教育的各个方面使用技术。内布拉斯加州麦考利芙奖以此设立，来每年奖励一位具有勇气和卓越的內布拉斯加州老师。1996-1997儿童科幻小说太空案例中的宇宙飞船，被称为“克里斯塔”。2006年，一部关于她和摩根的纪录片克里斯塔·麦考利芙由美国有线电视新闻网开始播出，以此纪念她逝世二十周年。
她的父母与弗雷明汉州立大学合作建立了麦考利芙中心。她的丈夫后来再婚，并于1992年开始在新罕布什尔州康科德地区法院担任联邦法官 。她的儿子斯科特完成了海洋生物学研究生课程，她的女儿卡罗琳继续追求与母亲一样的教师职业。2004年7月23日，她和其他13名在挑战者号和哥伦比亚号灾难中遇难的宇航员被乔治·沃克·布什总统追授國會太空榮譽勳章。  
2016年1月28日，先前与克里斯塔·麦考利芙竞争的教师一同前往佛罗里达州卡纳维拉尔角缅怀当年遇难的人。克里斯塔·麦考利芙的儿子斯科特和她的丈夫史蒂文也参加了仪式。2017年，麦考利芙入选圣地亚哥航空航天博物馆的国际航空航天名人堂。 

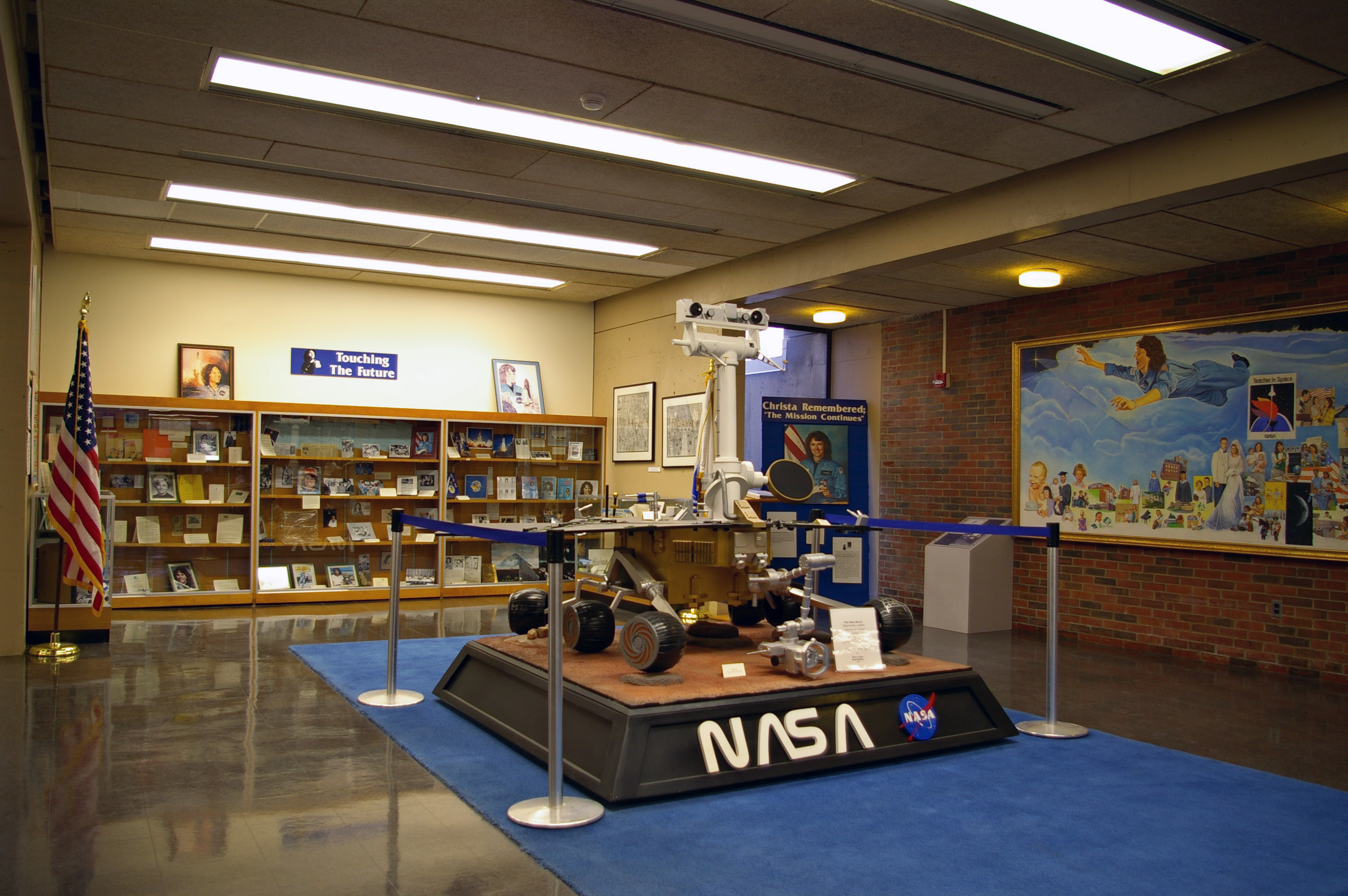
弗雷明汉州立大学Henry Whittemore图书馆举办的麦考利芙展览
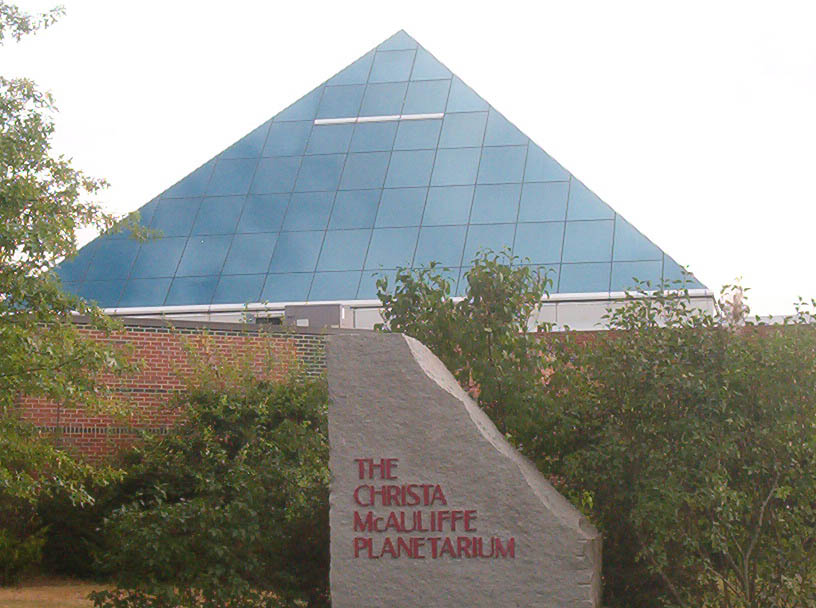
位于新罕布什尔州康科德的麦考利芙-雪柏探索中心
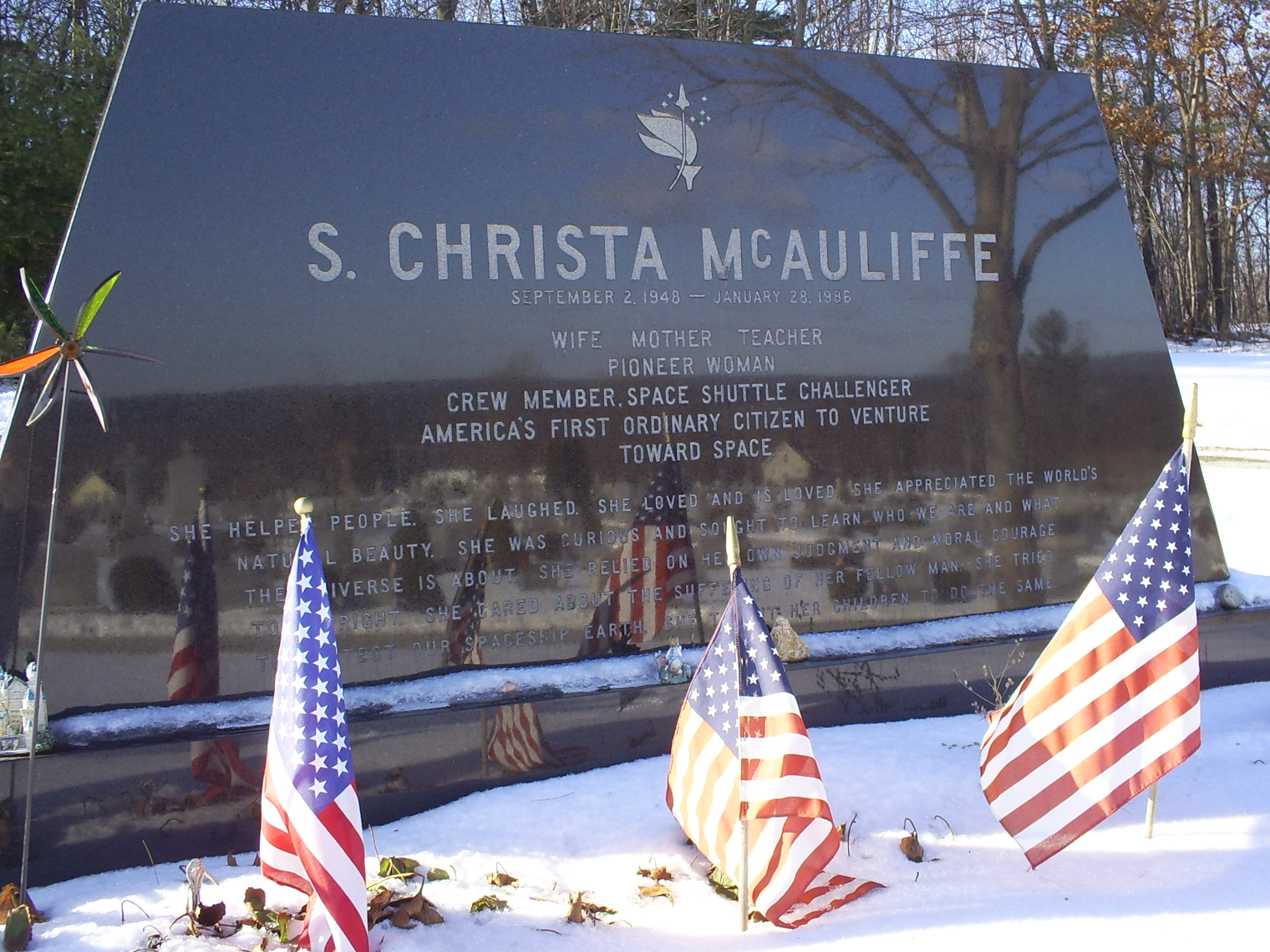
麦考利芙在新罕布什尔州康科德的坟墓

## 参阅
- 挑战者号航天飞机灾难